# Meebo
Meebo – multikomunikator internetowy oparty na technologii AJAX. Dostępny jest przez przeglądarkę internetową i bazuje na wolnej i otwartej bibliotece libpurple, stworzonej przez deweloperów Pidgina. Obsługiwane sieci: Yahoo! Messenger, Windows Live Messenger, Google Talk, AOL Instant Messenger, ICQ, MySpaceIM, Facebook Chat, Jabber.

## Historia
Program został udostępniony użytkownikom we wrześniu 2005. 16 grudnia 2005 roku potwierdzono, że Meebo otrzymał dofinansowanie z Sequoia Capital. 4 czerwca 2012 Meebo został przejęty przez firmę Google. W ramach przygotowań do oficjalnej sprzedaży ponad 90% pracowników z biura w Nowym Jorku straciło pracę (liczba zatrudnionych pracowników w połowie 2011 to około 200). Zaraz po nabyciu, 11 lipca 2012, wyłączono wszystkie usługi z wyjątkiem Meebo bar (dodatek do przeglądarki internetowej). Pod koniec kwietnia 2013 r. Google ogłosił, że 6 czerwca 2013 został wyłączony także Meebo bar. Kilka pozostałych pracowników zostało przeniesionych bezpośrednio do firmy Google, aby uczestniczyć w rozwoju usług Google+.

## Osiągnięcia
- W czerwcu 2006 roku Meebo został wymieniony jako 65. z kolei w rankingu Najlepsze produkty roku magazynu PC World[1]
- W sierpniu 2006 roku Meebo został wymieniony przez magazyn Time jako jedna z Najlepszych stron internetowych roku 2006[2][3]